# Геній перемоги

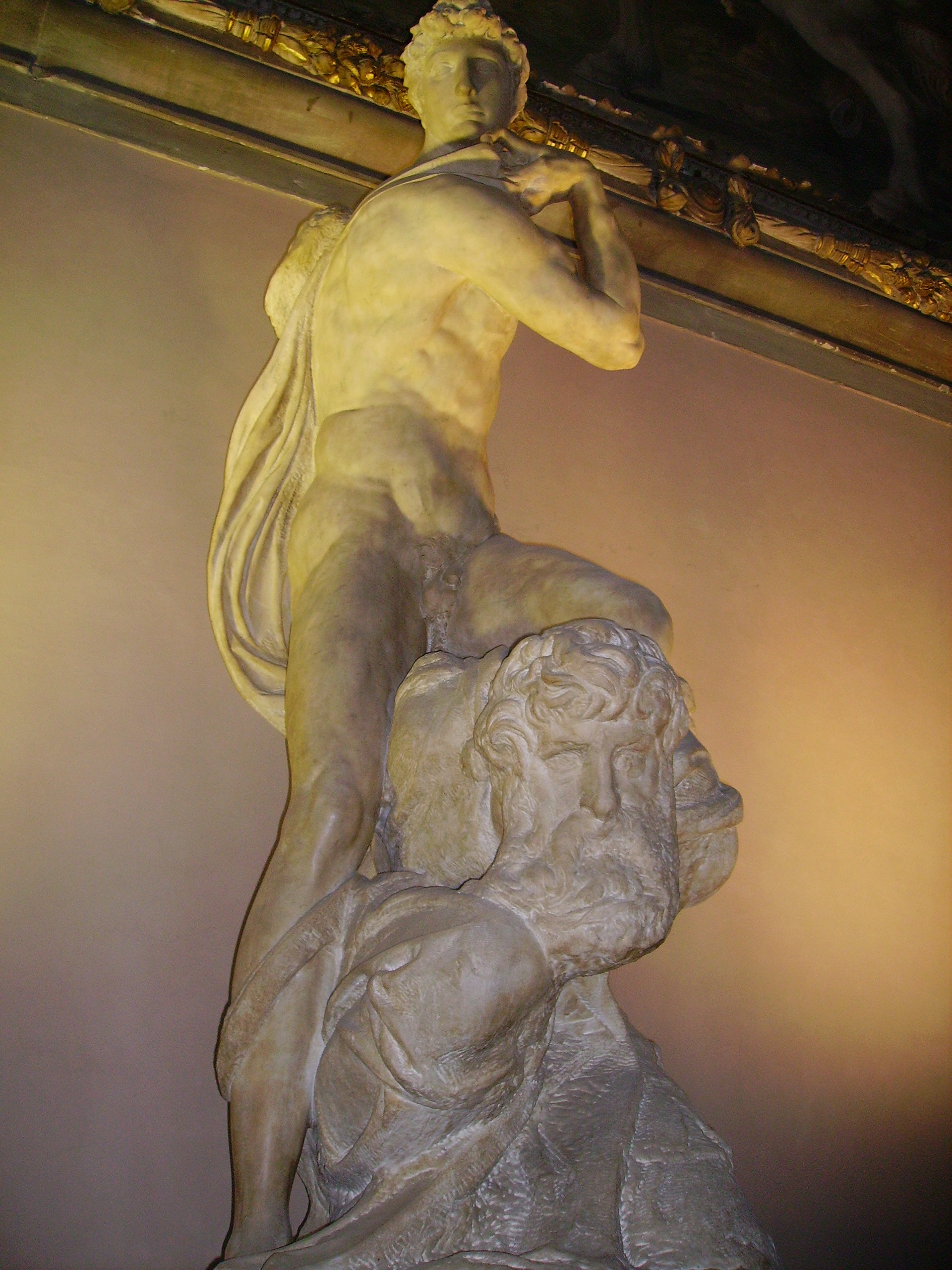
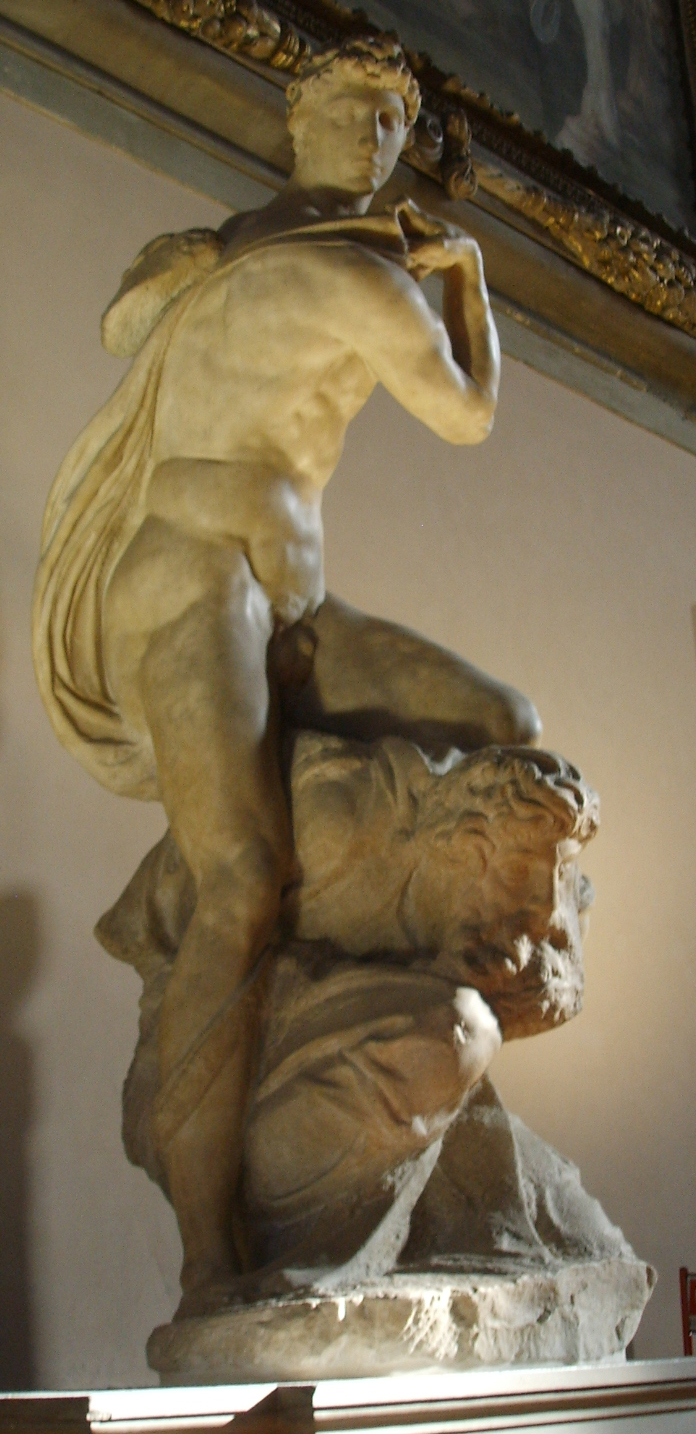
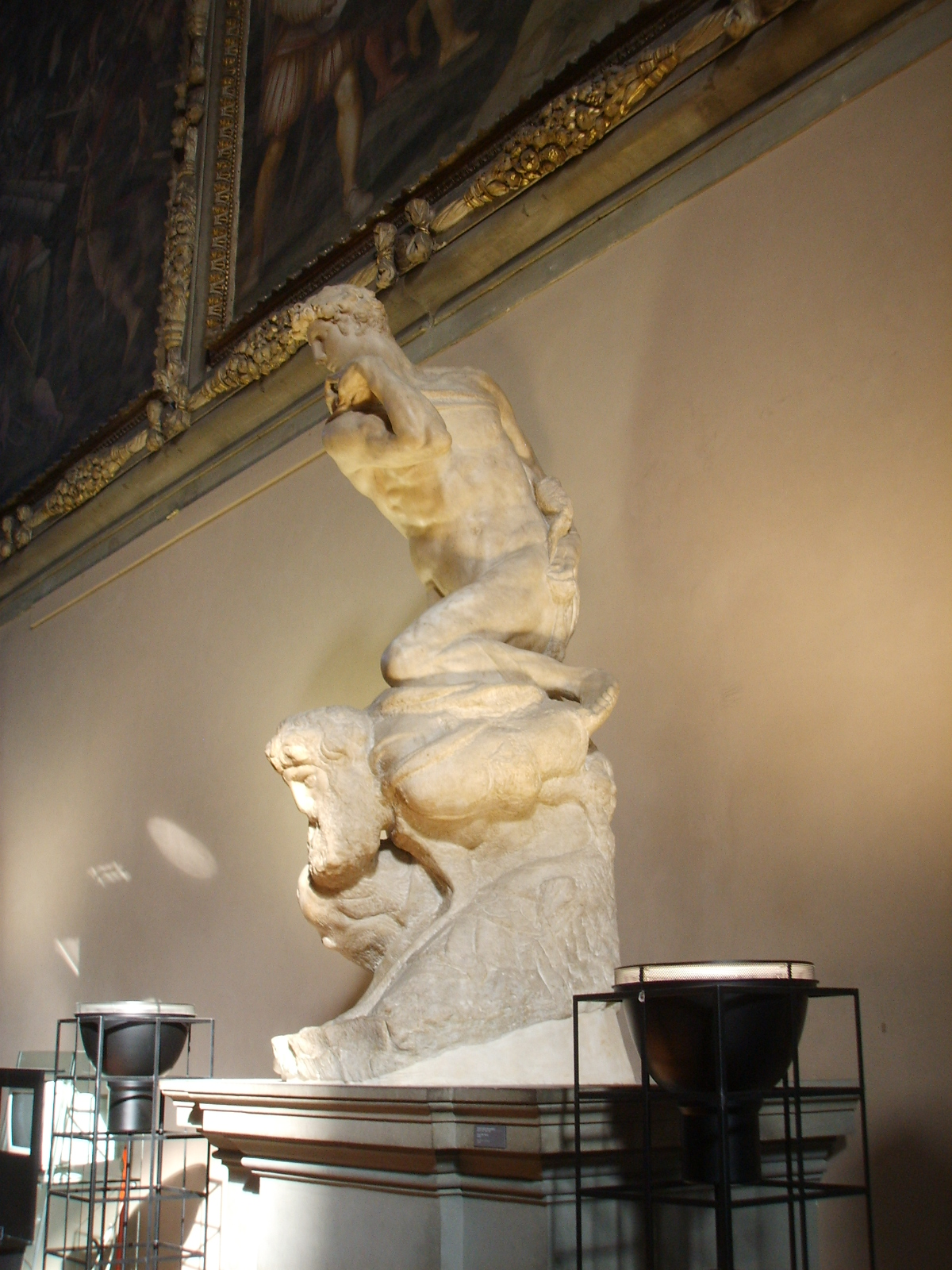

«Ге́ній перемо́ги» (італ. Genio della Vittoria; також — «Перемо́га», «Перемо́жець») — статуя італійського скульптора і художника Мікеланджело Буонарроті, створена у період між 1532 — 1534 рр. Скульптурна група утворена молодим і високим юнаком, що вивищується над старим чоловіком. Ліве коліно юнака впирається у переможеного, а права рука — неначе піднесена для удару. Статуя відзначається незвичними пропорціями — голова юнака є невеликою, що ще більше підкреслює довжину його тіла, особливо, якщо дивитися на неї знизу вверх.
Можливо, що первинно ця скульптурна група призначалася для Гробниці папи Юлія ІІ, однак, вона залишалася у флорентійській майстерні Мікеланджело до самої його смерті. Даніеле да Вольтерра хотів встановити її на могилі митця.
Однозначно невідомо також, чи статуя вже завершена, чи належить до «non finito».
Ромен Роллан про внутрішній зміст статуї написав так:
|  | (…) переможець зволікає; він відвертається, вагаючись, у нього сумні вуста й знічений погляд. Уже піднесена рука опустилася до плеча, торс відведено назад; він не захотів перемоги, вона його уже не вабить. Він переміг. Він програв. Образ героїчної Невпевненості, Перемога з підрізаними крилами — (…) це сам Мікеланджело, символ усього його життя |

В. Воллес також відзначає, що дослідники досі не можуть визначитися під яким ракурсом треба розглядати цю статую. Така ж особливість — відсутність єдиного ракурсу — є і у його глиняної моделі Двоє бійців чи Геркулес та Как.